# Mimozemská biologická entita
Mimozemská biologická entita (zkráceně MBE) pochází z anglického Extraterrestrial Biological Entity (EBE) a označuje se tak biologický tvor mimozemského původu. MBE je předmětem zkoumání astrobiologie, exobiologie nebo xenobiologie, jeho existence však stále nebyla prokázána - neexistuje žádný důkaz mimozemského života, který by byl obecně přijímán vědeckou komunitou. Za MBE je možné považovat stejně tak inteligentní bytost jako obyčejnou bakterii.